# Stawiany (Grande-Pologne)
Pour les articles homonymes, voir Stawiany.
Stawiany (prononciation : [staˈvjanɨ], en allemand : Stutenwald) est un village polonais de la gmina de Skoki dans le powiat de Wągrowiec de la voïvodie de Grande-Pologne dans le centre-ouest de la Pologne.
Il se situe à environ 7 kilomètres au sud-est de Skoki (siège de la gmina), 20 kilomètres au sud de Wągrowiec (siège du powiat), et à 32 kilomètres au nord-est de Poznań (capitale de la Grande-Pologne).
Le village possédait une population de 156 habitants en 2006.

## Histoire
De 1975 à 1998, le village faisait partie du territoire de la voïvodie de Poznań.

Depuis 1999, Stawiany est situé dans la voïvodie de Grande-Pologne.